# 維多利亞城界碑
維多利亞城界碑（英語： 或 ），又稱維多利亞城界石、四環九約界石，是沿著昔日香港維多利亞城（華人之四環九約）邊界上奠定的一組界石，用以標示維多利亞城的界線。

## 歷史
維多利亞城由英國人於1841年佔領香港島後建立。1903年末，香港政府正式明文訂立維多利亞城的邊界，其後豎立界碑以顯示維多利亞城的範圍。界碑為一四方柱體麻石，頂部呈錐形，高98厘米，並刻有「CITY BOUNDARY 1903」字樣。

## 界碑位置
因為二戰及市區擴展，其中一些界碑已經被毀或遷移，而當時設立界碑的數目和具體位置也難以考究。目前已發現十塊維多利亞城界碑，僅存九塊，分別位於以下地點：

### 現存界碑
| # | 位置                                                 | 圖片 | 地區     | 發現日期       |
| - | ---------------------------------------------------- | ---- | -------- | -------------- |
| 1 | 西寧街以北的堅尼地城臨時遊樂場內（城市西界）         |      | 堅尼地城 |                |
| 2 | 域多利道以南、摩星嶺和前公民村之間的山坡             |      | 摩星嶺   | 2021年12月12日 |
| 3 | 薄扶林道行人道48907號電燈柱；近士美菲路交界          |      | 沙灣坳   |                |
| 4 | 龍虎山郊野公園內克頓道下的海拔700英尺（212米）的山坡 |      | 龍虎山   | 2021年12月5日  |
| 5 | 克頓道距旭龢道400米左右附近，海拔700英尺（212米）    |      | 龍虎山   |                |
| 6 | 舊山頂道與地利根德里交界處附近，海拔700英尺（212米） |      | 半山區   |                |
| 7 | 寶雲道離司徒拔道交匯處約半公里                       |      | 半山區   |                |
| 8 | 司徒拔道玫瑰崗學校南面，海拔700英尺（212米）的山坡   |      | 半山區   | 2021年12月12日 |
| 9 | 黃泥涌道聖保祿天主教小學對面                         |      | 跑馬地   |                |

### 下落不明界碑
另外，在馬己仙峽道15號亦證實本來存有一塊界碑，但該界碑於2007年6月被人移走，引起部份社會人士關注，至今下落仍不明。
| # | 位置                                 | 圖片 | 地區                 |
| - | ------------------------------------ | ---- | -------------------- |
| 1 | 馬己仙峽道15號，海拔700英尺（212米） |      | 半山區（2004年11月） |

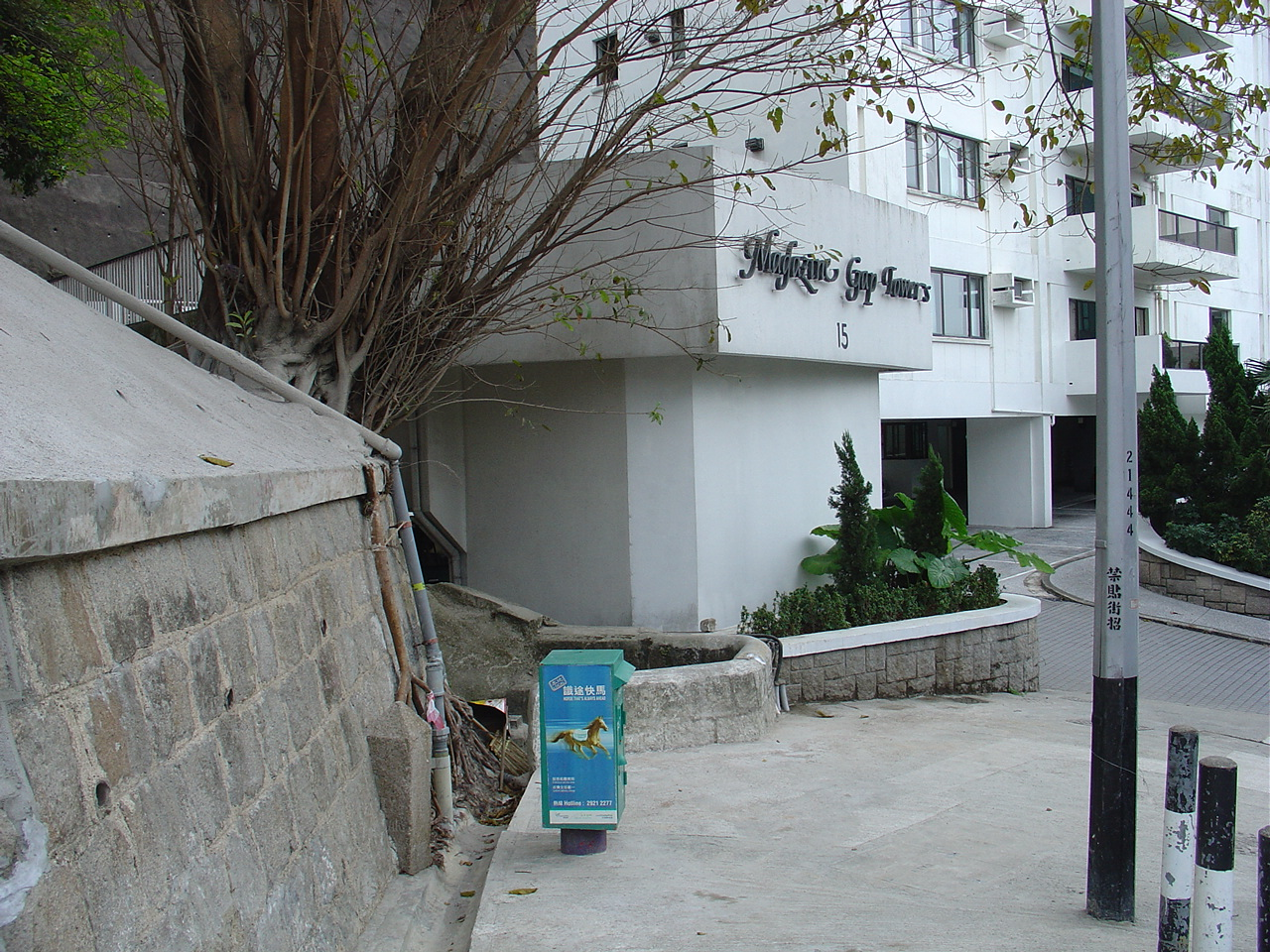
馬己仙峽道界碑被移走前（2004年11月）
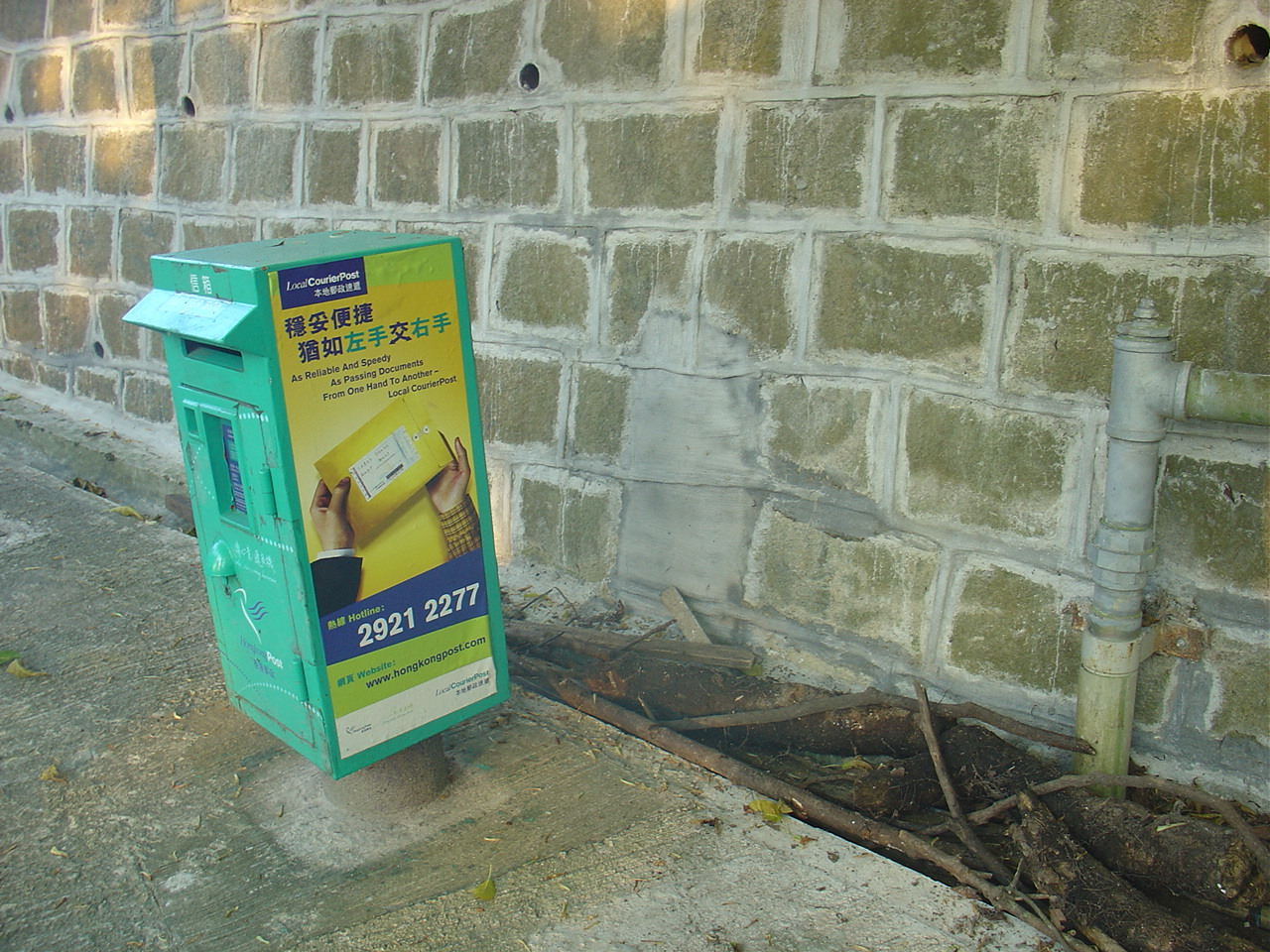
馬己仙峽道界碑被移走後（2007年6月）

## 外部連結
- 灣仔是我家：（一，艾文倉）